# Marin Hinkle

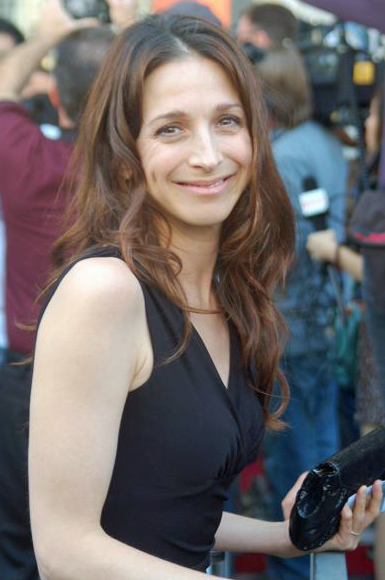
Marin Hinkle (2011)

Marin Elizabeth Hinkle (* 23. März 1966 in Daressalam, Tansania) ist eine US-amerikanische Schauspielerin.

## Schauspielerische Karriere
Marin Hinkle gab ihr Fernseh-Debüt in der US-amerikanischen Seifenoper Another World.
Ihren Durchbruch feiert sie mit der Serie Noch mal mit Gefühl, die von 1999 bis 2002 ausgestrahlt wurde. In den folgenden Jahren hatte sie immer wieder Gastauftritte in beliebten US-amerikanischen Fernsehsendungen wie z. B. Law & Order, Without a Trace – Spurlos verschwunden, Emergency Room – Die Notaufnahme, Chaos City und Dr. House. Zudem hatte sie auch einige kleinere Filmrollen, so wirkte sie unter anderen in Ich bin nicht Rappaport, Dark Blue und Ich bin Sam mit.
Von 2003 bis 2015 war sie in der US-amerikanischen Sitcom Two and a Half Men als Judith Harper, die Ex-Frau von Alan (Jon Cryer), zu sehen, von 2016 bis 2019 hatte sie eine wiederkehrende Rolle als Schuldirektorin in Speechless.
Von 2014 bis 2019 war sie wiederkehrend in der Serie Madam Secretary zu sehen. Von 2017 bis 2023 war sie in der Serie The Marvelous Mrs. Maisel als Rose Weissman in einer Hauptrolle zu sehen. Ihre darstellerische Leistung brachte ihr 2019 eine Emmy-Nominierung ein.

## Privates
Hinkle ist die Tochter von Margaret R. (Polga) Hinkle, Richterin am Superior Court von Massachusetts, und einem Hochschul-Dekan.
Hinkle studierte sowohl an der Brown University als auch an der NYU Tisch School. Sie ist seit 1998 verheiratet. Mit ihrem Ehemann hat sie ein Kind.

## Filmografie

### Filme
- 1994: Angie
- 1996: Milk and Money
- 1996: Sekt oder Selters (Breathing Room)
- 1996: Ich bin nicht Rappaport (I’m Not Rappaport)
- 1998: Show & Tell
- 1998: Chocolate for Breakfast
- 2000: Killing Cinderella
- 2000: Frequency
- 2001: Sam the Man
- 2001: Final
- 2001: WW3
- 2001: The Next Big Thing
- 2001: Ich bin Sam (I Am Sam)
- 2002: The Year That Trembled
- 2002: Dark Blue
- 2005: Who’s the Top?
- 2005: Fielder’s Choice
- 2006: Friends with Money
- 2007: Turn the River
- 2007: Dein Ex – Mein Albtraum (Fast Track)
- 2007: Aufbruch in ein neues Leben (Rails & Ties)
- 2008: Inside Hollywood (What Just Happened?)
- 2008: Molly Hartley – Die Tochter des Satans (The Haunting of Molly Hartley)
- 2008: Quarantäne (Quarantine)
- 2009: Zuhause ist der Zauber los (Imagine That)
- 2009: Weather Girl
- 2013: Geography Club
- 2013: Missing at 17 (Fernsehfilm)
- 2014: Commencement (Fernsehfilm)
- 2015: Butterflies of Bill Baker
- 2017: Jumanji: Willkommen im Dschungel (Jumanji: Welcome to the Jungle)
- 2019: Jumanji: The Next Level
- 2024: Players
- 2025: The Electric State

### Fernsehserien
- 1995: Another World (2 Folgen)
- 1997: Chaos City (Folge 1x24)
- 1998–2009: Law & Order (3 Folgen)
- 1999–2002: Noch mal mit Gefühl (Once and Again, 58 Folgen)
- 2002: Without a Trace – Spurlos verschwunden (Without a Trace, Folge 1x07)
- 2003–2015: Two and a Half Men (84 Folgen)
- 2004: Emergency Room – Die Notaufnahme (ER, Folge 10x14)
- 2005: Dr. House (House, Folge 1x18)
- 2005: Law & Order: Special Victims Unit (Folge 7x06)
- 2007–2008: The Sarah Silverman Program. (3 Folgen)
- 2007–2011: Brothers & Sisters (3 Folgen)
- 2009: Private Practice (Folge 3x20)
- 2010: Criminal Intent – Verbrechen im Visier (Law & Order: Criminal Intent, Folge 9x03 Alte Bekannte)
- 2010: Army Wives (Folge 4x16)
- 2012: Apartment 23 (Don’t Trust the B---- in Apartment 23, 2 Folgen)
- 2013: Deception (11 Folgen)
- 2014: The Affair (Folge 1x07)
- 2014–2015: Red Band Society (2 Folgen)
- 2014–2019: Madam Secretary (9 Folgen)
- 2016: Castle (Folge 8x19)
- 2016–2018: Speechless (17 Folgen)
- 2017: Homeland (3 Folgen)
- 2017–2023: The Marvelous Mrs. Maisel (43 Folgen)
- 2019: Grey’s Anatomy (Folge 16x08)
- 2023: The Company You Keep (2 Folgen)
- 2024: We Were the Lucky Ones (4 Folgen)
- 2025: Good American Family (2 Folgen)

## Auszeichnungen und Nominierungen
Screen Actors Guild Award
- 2019: Auszeichnung als bestes Schauspielensemble in einer Comedyserie für The Marvelous Mrs. Maisel

Primetime Emmy Award
- 2019: Nominierung als Beste Nebendarstellerin – Comedyserie für The Marvelous Mrs. Maisel